# Episodi di Detective Conan (ventiquattresima stagione)
Questa è una lista degli episodi della ventiquattresima stagione della serie anime Detective Conan.

## Lista episodi
| Nº  | Titolo italiano Giapponese 「Kanji」 - Rōmaji | In onda           | In onda |
| Nº  | Titolo italiano Giapponese 「Kanji」 - Rōmaji | Giapponese        |         |
| 740 | Il bagno dove Ran è svenuta (prima parte) 「蘭も倒れたバスルーム（前編）」 - Ran mo taoreta basurūmu (zenpen) | 31 maggio 2014    |         |
| 740 | Terrorizzato dal fatto che i due uomini in nero possano aver ascoltato la conversazione con Jodie, Conan chiama Ai per sapere se ultimamente ha percepito la presenza del nemico. Ai inizia a temere che il loro piano non abbia convinto gli uomini in nero, ma Conan la tranquillizza dicendo che l'ha contattata solo per sicurezza. Intanto Amuro, ad un angolo della strada, osserva Conan. Qualche giorno dopo, Conan e Ran attendono Eri nella hall di un palazzo. Nonostante abbia avvertito Jodie dell'accaduto, Conan è ancora molto preoccupato. Ad un certo punto da dietro un divano sbuca Sera che sta indagando sul fidanzato della sorella di una sua compagna di classe. Questi ha fama di essere un donnaiolo e la sua partner, prima di sposarlo, vuole verificare che non abbia riallacciato i rapporti con la sua ex. Sera convince Ran a fare da esca per mettere alla prova la fedeltà del ragazzo. Quest'ultimo però chiede alla fidanzata e a Ran di riconsegnare il suo mazzo di chiavi di casa alla sua ex. Appena entrano nell'abitazione, le due si dividono. Ran trova il cadavere della ex e successivamente sviene. |                   |         |
| 741 | Il bagno dove Ran è svenuta (seconda parte) 「蘭も倒れたバスルーム（後編）」 - Ran mo taoreta basurūmu (kōhen) | 7 giugno 2014     |         |
| 741 | Conan nota Sera al telefono e dice "Allora? La mia deduzione è giusta?". Conan si chiede con chi si stia consultando. Durante la risoluzione del caso Sera enuncia la sua deduzione, ma Conan, usando la voce di Shinichi dopo aver chiamato Ran sul cellulare, le dimostra che è sbagliata. A fine caso arriva Eri che afferma di aver notato Sera nella hall mentre parlava al telefono con qualcuno e, visto che aveva aggiunto spesso il suffisso "-nii", sembrava che il suo interlocutore fosse suo fratello. |                   |         |
| 742 | La promessa con la J. League 「Jリーガーとの約束」 - Jei Rīgā to no yakusoku | 14 giugno 2014    |         |
| 742 | Conan, Ai e i Giovani Detective assistono alla partita tra Big Osaka ed Urawa Reds al National Olympic Stadium. Takahiro Sanada sostituisce Higo, che sta giocando ai mondiali, e i ragazzi rincontrano Kaoru Koda, fotografa di Nichiuri TV. Conan e Kaoru si accorgono subito che Sanada gioca in modo strano. Pensando che stia subendo un ricatto ai danni della sua ragazza, i Giovani Detective catturano un uomo sospetto, ma si scopre che è solo lo stalker di una fan. Conan scopre che due giorni prima, mentre si allenava da solo in un parco sportivo, un rigore di Sanada fece accidentalmente cadere un bambino dalla bicicletta. Con la caviglia destra slogata, questi non può giocare nella partita del club di calcio, così si fa promettere da Sanada di giocare solo con la gamba sinistra per riparare. Tuttavia, Conan è incerto e chiama l'ufficio d'osservazione del parco con la voce di Kogoro. Grazie ad una telecamera, scopre che l'accompagnatore del bambino venne colpito in faccia dal pallone e lo gettò via irritato, ferendolo involontariamente. Ora che è tutto chiaro, il bambino rompe la promessa con Sanada, ma questi sbaglia comunque con un rigore e così vince la squadra avversaria. Alla fine il bambino e Sanada chiudono un occhio su quanto successo, visto che in fondo la colpa è solo del rigore di Sanada. |                   |         |
| 743 | Coincidenza ripetutasi due volte 「偶然は二度重なる」 - Gūzen wa ni tabikasanaru | 21 giugno 2014    |         |
| 743 | Da qualche tempo nel quartiere si aggira un borseggiatore che prende di mira le donne sole e, per colpirle e sottrarre loro il denaro, utilizza un manganello telescopico. Una sera, Kogoro e Conan raggiungono Ran per evitare che rimanga sola nel tragitto verso casa. I tre sentono il grido di una donna e Conan individua il borseggiatore. La ragazza aggredita viene portata in ospedale e qui Sato riceve una segnalazione: la sua coinquilina è stata assassinata e sembra che a colpirla sia stato il manganello telescopico del borseggiatore. Questi però sostiene di non essere mai arrivato ad uccidere una persona. |                   |         |
| 744 | Il sospetto, Makoto Kyogoku (prima parte) 「容疑者か京極真（前編）」 - Yōgisha ka Kyōgoku Makoto (zenpen) | 28 giugno 2014    |         |
| 744 | Ran, Sonoko, Sera e Conan si ritrovano per giocare a bowling. Notando un atteggiamento un po' intimo da parte di Sera nei confronti di Sonoko, Makoto si ingelosisce perché non capisce che è una ragazza. Sera gli sferra un colpo di jeet kune do mentre Makoto si difende con il karate. Le ragazze intervengono prontamente e spiegano l'equivoco. Sera rivela che è stato suo fratello maggiore ad insegnarle il jeet kune do. Conan le chiede se suo fratello maggiore è morto e lei gli risponde che è ciò che ha sentito; Conan allora le domanda con quale fratello stesse parlando l'altro giorno e Sera afferma che si trattava del suo secondo fratello maggiore. Masumi racconta che il fratello è coinvolto in un lavoro importante e che non le ha detto dove si trova, ma qualche volta le telefona per chiedere consigli. Durante il caso di qualche giorno prima suo fratello le aveva detto che la sua deduzione era inattendibile, ma se Conan si trovava lì l'avrebbe aiutata. Conan le risponde che in realtà Shinichi l'avrebbe aiutata e non lui. Conan pensa che Sera possa sapere che lui in realtà è Shinichi. Makoto, stanco, va a fare un pisolino in macchina, ma un uomo viene ritrovato morto in un bagno pubblico del parcheggio.                                                                                                  |                   |         |
| 745 | Il sospetto, Makoto Kyogoku (seconda parte) 「容疑者か京極真（後編）」 - Yōgisha ka Kyōgoku Makoto (kōhen) | 5 luglio 2014     |         |
| 745 | I sospetti si concentrano su Makoto, ma Conan intuisce chi sia il vero colpevole e il trucco da lui utilizzato. Intanto Sera osserva di nascosto Conan e si scambia strani messaggi con una persona sconosciuta, probabilmente il fratello ancora vivo di cui aveva parlato in precedenza. Questi invia a Sera un messaggio in cui chiede chi è che sta risolvendo quel caso. Masumi gli invia una foto di Conan presa di nascosto e lui le risponde: "Se è lui, allora non c'è problema." Sera è stupita da questa risposta e si chiede come faccia suo fratello a conoscere Conan. Successivamente Conan addormenta Kogoro e risolve il caso. Infine a Sera viene inviato un altro messaggio di cui però ci viene mostrato solo il post scriptum che recita: "hai già incontrato il mago?" Sera pensa tra sé e sé: "Pare proprio di sì." |                   |         |
| 746 | Kaito Kid contro Makoto Kyogoku (prima parte) 「怪盗キッドVS京極真（前編）」 - Kaitō Kiddo VS Kyōgoku Makoto (zenpen) | 19 luglio 2014    |         |
| 746 | Sonoko e Makoto parlano della loro relazione con i genitori di lei. Suo padre è entusiasta del fatto che Makoto sia un campione di karate, mentre sua madre è piuttosto diffidente perché desidera che Sonoko sposi qualcuno in grado di occuparsi della compagnia Suzuki. Quando Makoto scopre che Kid ha inviato un nuovo messaggio nel quale dichiara che sta per rubare un altro gioiello di Jirokichi, si offre di difendere il tesoro in prima persona. Jirokichi rimane molto colpito dalla determinazione di Makoto e accetta la sua proposta. Successivamente Kid si reca da Sonoko per fare una scommessa. |                   |         |
| 747 | Kaito Kid contro Makoto Kyogoku (seconda parte) 「怪盗キッドVS京極真（後編）」 - Kaitō Kiddo VS Kyōgoku Makoto (kōhen) | 26 luglio 2014    |         |
| 747 | La madre di Sonoko stringe un patto con Makoto secondo cui se lui riesce a proteggere il gioiello allora lei riconoscerà la sua relazione con sua figlia. Kid fa in modo di recapitare nella stanza del tesoro alcune lettere scritte con inchiostro simpatico. Successivamente Kid colpisce le maschere antigas delle guardie e neutralizza gli agenti con del gas soporifero. Sonoko, che non è stata colpita dal sonnifero, entra nella stanza di Makoto per chiedere la sua protezione. I due controllano la pietra preziosa che non è più di colore verde, ma è rossa. Sonoko toglie il gioiello dal collo di Makoto con la scusa di portarlo alla polizia, ma Conan la ferma. Conan spiega che il prezioso è formato da alessandrite che cambia colore a seconda di come viene illuminata e smaschera quindi Kid che, fingendosi Sonoko, stava cercando di sottrarre il gioiello. Makoto riesce a rimpadronirsi del gioiello e Kid gli svela che Sonoko si era premurata di dirgli di non fare male al ragazzo in quanto avrebbe avuto una gara la settimana prossima. I genitori di Sonoko sembrano approvare definitivamente Makoto. |                   |         |
| 748 | Storia d'amore alla centrale di polizia (confessione) 「本庁の刑事恋物語（告白）」 - Honchō no keiji koi monogatari (kokuhaku) | 2 agosto 2014     |         |
| 748 | Sato pronuncia una frase ambigua e Takagi pensa che sia incinta. I due detective si recano a controllare una persona sospetta in un negozio di fiori. Nel frattempo i Giovani Detective incontrano un ragazzino in compagnia di suo fratello e decidono di recarsi a casa dei due per giocare ad un videogioco. Appena entrati nella palazzina, suo fratello rinviene il cadavere di un vicino di casa e Conan comincia a sospettare di lui. |                   |         |
| 749 | Storia d'amore alla centrale di polizia (verità) 「本庁の刑事恋物語（真相）」 - Honchō no keiji koi monogatari (shinsō) | 9 agosto 2014     |         |
| 749 | Conan riesce a capire che l'assassino è riuscito a crearsi un alibi confondendo la percezione del tempo del ragazzo che gli era stato affidato. Takagi scopre che Sato non è incinta, ma si lamentava unicamente del fatto di aver perso una spilla. |                   |         |
| 750 | L'uomo tradito dal mare 「海に裏切られた男」 - Umi ni uragirareta otoko | 6 settembre 2014  |         |
| 750 | I Giovani Detective vengono invitati sullo yacht di un ricco imprenditore. Sua moglie invita il gruppo a mangiare sull'imbarcazione. Durante il pranzo, questa mostra ai ragazzi due video: uno in cui suo marito nuota con l'aiuto di una tavoletta e uno in cui l'uomo ha finalmente imparato a nuotare. Dopo qualche ora i ragazzi vedono l'imprenditore tuffarsi in mare ed annegare. Conan capisce però che è stato ucciso della moglie e la incastra con la voce di Agasa. |                   |         |
| 751 | Il caso del gatto calico (prima parte) 「招き三毛猫の事件（前編）」 - Maneki mikeneko no jiken (zenpen) | 20 settembre 2014 |         |
| 751 | I Giovani Detective si presentano al Poirot e vengono a sapere da Azusa che un giornale locale ha pubblicato un articolo sul Poirot corredato da una foto di Azusa che tiene in braccio il gatto Tai. Amuro chiede ai Giovani Detective dove fosse Ai e loro replicano che è rimasta a casa. Al locale si presentano tre persone che sostengono di essere i padroni dell'animale. Conan, con l'aiuto di Amuro e di Kogoro, inventa un trucco per scoprire chi sta mentendo e il gatto viene riconsegnato al vero padrone. Alcuni giorni dopo i Giovani Detective vengono contattati dal padrone del gatto Tai. Quando i ragazzi raggiungono l'abitazione dell'uomo trovano il gatto tutto imbrattato di sangue e due persone che stanno cercando di capire se all'interno ci sia una persona ferita. |                   |         |
| 752 | Il caso del gatto calico (seconda parte) 「招き三毛猫の事件（後編）」 - Maneki mikeneko no jiken (kōhen) | 27 settembre 2014 |         |
| 752 | Con uno stratagemma, Conan riesce a togliere il blocco dalla porta. Nell'appartamento Conan trova il suo padrone ferito e sembra che si tratti di un incidente. Conan deduce subito che in realtà l'uomo è stato aggredito e vengono così interrogati delle persone che poco prima dell'aggressione avevano fatto visita alla vittima. Conan capisce lo stratagemma usato dal colpevole per chiudere la porta dall'interno dopo aver aggredito l'uomo e il colpevole viene smascherato. |                   |         |
| 753 | Il punto cieco nella casa condivisa 「シェアハウスの死角」 - Shea hausu no shikaku | 4 ottobre 2014    |         |
| 753 | Ran viene invitata a casa della sua senpai. Qui Ran conosce anche gli altri inquilini dell'appartamento: due ragazze ed un ragazzo. Quando Kogoro e Conan si presentano per riaccompagnare Ran, il ragazzo rinviene il cadavere di una delle sue coinquiline. |                   |         |
| 754 | La tragedia della donna rossa (vapore) 「赤い女の惨劇（湯煙）」 - Akai onna no sangeki (yukemuri) | 11 ottobre 2014   |         |
| 754 | Sera viene contattata da alcuni amici di suo fratello per indagare su un caso e decide di portare con sé anche Sonoko, Ran e Conan. Sera deve cercare di scoprire il motivo per cui, nella villa presa in affitto dai ragazzi, si verificano strani avvenimenti legati al colore rosso e all'omicidio perpetrato quindici anni prima dalla "donna rossa". Durante le pulizie, Ran e Sonoko trovano la vasca da bagno piena di pomodori rossi e sotto di essi c'è il cadavere di uno dei giovani. |                   |         |
| 755 | La tragedia della donna rossa (spirito maligno) 「赤い女の惨劇（悪霊）」 - Akai onna no sangeki (akuryō) | 18 ottobre 2014   |         |
| 755 | Sera e Conan sembrano aver intuito il trucco ed il possibile killer. Nonostante Uehara abbia informato i presenti che la morte della "donna rossa" è stata confermata, quest'ultima si manifesta nuovamente e tenta di aggredire un altro dei presenti. Presentandosi a Uehara, Sera afferma di aver vissuto per tre anni in America ma di essere tornata da poco in Giappone. Guardando Conan, pensa tra sé che è tornata per incontrare di nuovo un certo mago. |                   |         |
| 756 | La tragedia della donna rossa (vendetta) 「赤い女の惨劇（復讐）」 - Akai onna no sangeki (fukushū) | 25 ottobre 2014   |         |
| 756 | Sera risolve il caso e smaschera il colpevole dell'omicidio. Inoltre Sera rivela l'identità della persona che si trova nella foresta e che aveva tentato di aggredire una dei giovani. Risolto il caso, Conan suggerisce a Sera di informare suo fratello, lei ha però perso il cellulare. Conan lo trova e vede sullo schermo una foto aperta di Sera e una bambina bionda. Conan capisce che Masumi l'aveva aperta in anticipo e poi smarrito volontariamente il telefono per mostrargli la foto. |                   |         |
| 757 | Il comico che si è costituito (prima parte) 「自首したお笑い芸人（前編）」 - Jishu shita owarai geinin (zenpen) | 1º novembre 2014  |         |
| 757 | Conan si reca alla stazione di polizia per riportare un portafoglio trovato per terra. Qui incontra un comico famoso che confessa di aver ucciso il presidente dell'agenzia di cui fa parte. Durante le indagini, la polizia scopre che l'uomo ha un alibi e quindi non può essere il colpevole. Poco dopo, questi rilascia alcune interviste scusandosi pubblicamente per essersi autoincriminato. |                   |         |
| 758 | Il comico che si è costituito (seconda parte) 「自首したお笑い芸人（後編）」 - Jishu shita owarai geinin (kōhen) | 8 novembre 2014   |         |
| 758 | Conan inizia a pensare che l'uomo abbia architettato tutto per aumentare la propria popolarità. Conan inizia quindi ad analizzare l'alibi dell'uomo per provare a capire come possa aver fatto a manipolare gli orari confermati dai testimoni. |                   |         |
| 759 | Il romanzo d'amore con finale inaspettato (prima parte) 「意外な結果の恋愛小説（前編）」 - Igai na kekka no ren'ai shōsetsu (zenpen) | 22 novembre 2014  |         |
| 759 | Sonoko, Ran e Conan scoprono che Sera abita in un hotel e decidono quindi di visitare la stanza della ragazza che però vieta a Conan di entrare nella camera da letto. Quando escono dalla stanza, viene inquadrata una quinta figura sull'uscio della porta. Al trentesimo piano soggiorna anche un famoso scrittore di romanzi che sta per terminare tre opere. Fuori dalla stanza, gli editori attendono che l'autore decida quale libro terminare per primo. In mezzo alla folla creatisi per l'assassinio dell'assistente dello scrittore, Conan è certo di aver visto la bambina bionda vista in foto sul cellulare di Sera. |                   |         |
| 760 | Il romanzo d'amore con finale inaspettato (seconda parte) 「意外な結果の恋愛小説（後編）」 - Igai na kekka no ren'ai shōsetsu (kōhen) | 29 novembre 2014  |         |
| 760 | Sera e Conan svelano l'identità del colpevole. Risolto il caso, Sera e quella bambina bionda trovano e distruggono la cimice che Conan aveva nascosto nella stanza della liceale. La bambina afferma di non fidarsi pienamente di Conan e, se quest'ultimo iniziasse a fare domande, suggerisce a Sera di rispondergli di essere la sua "sorellina al di fuori del territorio". |                   |         |
| 761 | Il tour del mistero nello Hyakumangoku di Kaga (parte di Kanazawa) 「加賀百万石ミステリーツアー（金沢編）」 - Kaga Hyakumangoku misuterī tsuā (Kanazawa-hen) | 6 dicembre 2014   |         |
| 761 | Kogoro viene invitato a Kanazawa per supervisionare il "tour del mistero" organizzato per promuovere la città. Risolvendo alcuni semplici enigmi, il visitatore è guidato verso i principali monumenti e a Kogoro viene chiesto di testare tutte le attività prima di proporle al pubblico. In una di queste tappe una donna viene aggredita e Kogoro interviene mettendo KO l'aggressore. Gli organizzatori si scusano con Kogoro ammettendo che l'aggressione faceva parte dell'evento. Successivamente, l'ideatrice degli indovinelli viene gravemente ferita. |                   |         |
| 762 | Il tour del mistero nello Hyakumangoku di Kaga (parte di Kaga) 「加賀百万石ミステリーツアー（加賀編）」 - Kaga Hyakumangoku misuterī tsuā (Kaga-hen) | 13 dicembre 2014  |         |
| 762 | Kogoro chiede a Ran di recarsi all'ospedale con la vittima perché sospetta che l'aggressore sia uno dei componenti del gruppo. Osservando le schede degli indovinelli del tour, Conan riesce a capire il motivo per cui è stata colpita. |                   |         |
| 763 | Conan e Heiji - Il codice d'amore (prima parte) 「コナンと平次 恋の暗号（前編）」 - Conan to Heiji - Koi no angō (zenpen) | 10 gennaio 2015   |         |
| 763 | Conan chiede ad Ai se conosce il significato del termine "sorella fuori dal territorio". Conan racconta di aver ricevuto questa frase come risposta dopo avere chiesto a Sera chi fosse la bambina bionda presente nella foto vista qualche giorno prima sul suo cellulare. Poco dopo, uno spacciatore in fuga travolge Conan. Dalla tasca del malvivente cade un'agenda che contiene un codice formato da lettere e numeri. Conan riesce ad intuire che il codice fa riferimento ad alcune sillabe presenti nei nomi delle fermate della linea metropolitana di Tokyo, ma non tutte le combinazioni corrispondono. Mitsuhiko decide di contattare Heiji, che aiuta il gruppo a capire che alcune coppie di lettere e numeri fanno riferimento alle fermate della metropolitana di Osaka e rivelano dove e quando avverrà lo scambio delle sostanze stupefacenti. |                   |         |
| 764 | Conan e Heiji - Il codice d'amore (seconda parte) 「コナンと平次 恋の暗号（後編）」 - Conan to Heiji - Koi no angō (kōhen) | 17 gennaio 2015   |         |
| 764 | Heiji si reca sul luogo dello scambio ed individua tre possibili sospetti. Il primo sospetto è un uomo dall'aria tenebrosa, il secondo è una ragazza vestita alla moda e il terzo è un ragazzo tatuato e con i capelli tinti di biondo. Quest'ultimo, con grande sorpresa di Heiji, sta parlando con Kazuha. Heiji è preoccupato perché ha scoperto che l'uomo che si sta relazionando con Kazuha nasconde una pistola. Kazuha viene accerchiata da alcuni uomini e Heiji è costretto ad intervenire. I ragazzi scoprono quindi che l'uomo è un agente della narcotici che stava partecipando ad una missione sotto copertura per catturare un fornitore di sostanze stupefacenti. |                   |         |
| 765 | Il caso del volo dell'aquilone sul fiume Teimuzu (prima parte) 「堤無津川凧揚げ事件（前編）」 - Teimuzu-gawa tako-age jiken (zenpen) | 24 gennaio 2015   |         |
| 765 | I Giovani Detective si recano ad una gara di aquiloni accompagnati da Agasa. Ai non vuole rivelare quale canzone sta ascoltando con il suo lettore mp3. Conan propone, quindi, di spiarla utilizzando un'applicazione che registra i suoni. I ragazzi fanno volare il loro aquilone, ma questo cade rovinosamente a terra accanto ad un altro dei partecipanti. Quando questi si posiziona per effettuare il lancio, cade nel fiume. L'uomo stava parlando al telefono con sua moglie ed accanto a lui si trovavano almeno altre due persone che potevano avere un movente per ucciderlo. |                   |         |
| 766 | Il caso del volo dell'aquilone sul fiume Teimuzu (seconda parte) 「堤無津川凧揚げ事件（後編）」 - Teimuzu-gawa tako-age jiken (kōhen) | 31 gennaio 2015   |         |
| 766 | I tre sospettati vengono interrogati dalla polizia. Conan riesce ad intuire come ha fatto l'assassino ad indurre l'uomo a cadere nel fiume. |                   |         |
| 767 | L'amante scomparso in una tempesta di neve 「吹雪に消えた恋人」 - Fubuki ni kieta koibito | 7 febbraio 2015   |         |
| 767 | Agasa accompagna Conan e i Giovani Detective in una località montana. La baita in cui il gruppo soggiorna è gestita da tre ragazze. La più giovane ha una relazione con un ragazzo che non piace alle prime due. In serata, la terza ragazza si accorge di non avere con sé le sue medicine ed il suo fidanzato si offre di andarle a prendere. L'uomo, mentre percorre una scorciatoia attraverso il bosco, scivola e muore. Conan rinviene delle tracce di aglio nella neve ghiacciata ed inizia a sospettare che l'incidente sia in realtà un omicidio. |                   |         |
| 768 | Il caso dell'imprigionamento di Ai Haibara 「灰原哀監禁事件」 - Haibara Ai kankin jiken | 21 febbraio 2015  |         |
| 768 | Mentre si reca a fare la spesa, Ai viene rapita ed imprigionata nell'abitazione di una sua conoscente insieme alla proprietaria. Ai riesce a liberarsi insieme alla donna. Nel frattempo, Conan e i Giovani Detective indagano in città e trovano alcune tracce che permettono di indirizzare la polizia verso la soluzione del caso. Inoltre, ripensando allo svolgimento della situazione, i ragazzi capiscono che le case sono due e la colpevole è la stessa proprietaria di casa, che aveva bisogno di Ai come alibi per l'omicidio del marito. |                   |         |
| 769 | Il paziente problematico del pronto soccorso 「面倒な救急患者」 - Mendō na kyūkyū kanja | 28 febbraio 2015  |         |
| 769 | Un uomo prende in ostaggio Ayumi, ma, poco dopo, si accascia al suolo a causa di un'emorragia. Ayumi è convinta che l'aggressore non sia una persona malvagia e indaga con gli altri Giovani Detective per capire le ragioni del suo gesto. |                   |         |
| 770 | Il tea party imbarazzante (prima parte) 「ギスギスしたお茶会（前編）」 - Gisugisu shita ochakai (zenpen) | 7 marzo 2015      |         |
| 770 | Kogoro, Ran e Conan vanno a trovare Eri ricoverata all'Ospedale Centrale di Haido per appendicite e qui incontrano Amuro. Questo rivela di essere lì per far visita ad un amico, ma di aver scoperto che se n'è andato improvvisamente. Amuro dice a Conan che questo suo amico è Rikumichi Kusuda. Conan risponde di non conoscerlo, ma Amuro capisce che in realtà sta fingendo. Poco dopo, all'esclamazione "Zero!" di un bambino, Amuro reagisce come se fosse stato chiamato e spiega a Kogoro e Conan che da bambino veniva soprannominato "Zero". I tre vengono poi coinvolti in un caso: una donna muore mentre stava prendendo un te in compagnia di una paziente dell'ospedale e di altre due amiche. |                   |         |
| 771 | Il tea party imbarazzante (seconda parte) 「ギスギスしたお茶会（後編）」 - Gisugisu shita ochakai (kōhen) | 14 marzo 2015     |         |
| 771 | Si scopre in un flashback del passato di Amuro che da bambino ha conosciuto Elena e che lei lo chiamava affettuosamente "Rei-kun". A fine caso, Takagi rivela ad Amuro che all'ospedale centrale di Haido ci sono stati dei tumulti in passato: un allarme bomba poi rientrato e la voce che fosse ricoverata lì Rena. Conan blocca subito Takagi per non farlo proseguire, ma Amuro riesce a chiedergli se conosce Rikumichi. Takagi ricorda che, qualche giorno prima del caso delle bombe, la polizia trovò poco lontano dall'ospedale una macchina distrutta, il cui proprietario era proprio Kusuda, ricoverato sempre all'ospedale centrale di Haido, ma scomparso all'improvviso. Dentro l'auto c'erano molti schizzi di sangue. Amuro capisce che si tratta di macchie causate da un colpo di pistola. |                   |         |
| 772 | Il caso di Shinichi Kudo nell'acquario (prima parte) 「工藤新一水族館事件（前編）」 - Kudō Shin'ichi suizokukan jiken (zenpen) | 21 marzo 2015     |         |
| 772 | Ran accompagna Conan, i Giovani Detective ed Agasa all'acquario della città. Ran inizia a ricordare quando si era recata nello stesso luogo in compagnia di Shinichi e i due si erano imbattuti in un caso di omicidio. |                   |         |
| 773 | Il caso di Shinichi Kudo nell'acquario (seconda parte) 「工藤新一水族館事件（後編）」 - Kudō Shin'ichi suizokukan jiken (kōhen) | 28 marzo 2015     |         |
| 773 | Il ricordo di Ran si conclude con la risoluzione del caso esposta da Shinichi. Ran, avendo ripensato a Shinichi, decide di chiamarlo al telefono per provare a chiedergli se all'epoca fosse già innamorato di lei, ma i due finiscono per litigare, per il significato della frase ("Non correre Ran") che Shinichi le aveva detto quel giorno. |                   |         |
| 774 | L'urlo di Munch scomparso 「消えたムンクの叫び」 - Kieta Munku no sakebi | 18 aprile 2015    |         |
| 774 | Ran e Conan sono con Jirokichi all'aeroporto di Narita, dove arrivano due dei famosi dipinti di Munch per la sua mostra: Malinconia ed Angoscia. Il terzo dipinto L'urlo arriva in ritardo dall'aeroporto di Haneda dopo essere scomparso per problemi di traffico previsti dal contratto di trasporto, ma Conan svela il mistero con le voci di Shinichi e Kogoro, in presenza anche di Sonoko, Ai e i Giovani Detective. Il colpevole è Keiji Shimamura, presidente dell'omonima compagnia di spedizioni, che voleva farsi fotografare con il suo dipinto preferito. Si scopre inoltre che, quando era più giovane, lavorò negli Stati Uniti e gli fu permesso di fare una foto come ringraziamento per aver trasportato il primo dipinto di Van Gogh sui girasoli di Arles, che tiene appesa in soggiorno con altre tre fatte di recente: Ragazza con cappello, Ragazza col turbante e Il pifferaio. Conosce quindi chi possiede questo dipinto e sono ancora amici. Con grande delusione del curatore del suo museo d'arte, Jirokichi decide allora di non denunciarlo alla polizia per violazione di privacy, ma in cambio deve chiedere al suo amico di prestargli il quadro per la mostra dei sei dipinti di girasole sparsi in tutto il mondo che intende aprire in Giappone.                                                                               |                   |         |
| 775 | Il grande detective manipolato (prima parte) 「あやつられた名探偵（前編）」 - Ayatsurareta meitantei (zenpen) | 25 aprile 2015    |         |
| 775 | Kogoro si accorda con la polizia per infiltrarsi in un'organizzazione criminale prendendo il posto di uno scassinatore. Il capo della banda però si accorge della sua presenza e lo ricatta. Kogoro dovrà cercare di capire chi tra i componenti del gruppo ha ucciso il figlio dell'uomo. Questi si era unito alla banda ed era morto durante una rapina. Se Kogoro non eseguirà il compito o se chiamerà la polizia, allora Ran verrà uccisa da un sicario. |                   |         |
| 776 | Il grande detective manipolato (seconda parte) 「あやつられた名探偵（後編）」 - Ayatsurareta meitantei (kōhen) | 2 maggio 2015     |         |
| 776 | Ran è preoccupata perché Kogoro non si fa vivo da un paio di giorni. Conan riesce a risalire al percorso che ha seguito Kogoro. Grazie a dei filmati del giorno dell'omicidio, Conan intuisce che erano tutti d'accordo, eccetto il loro capo, nel commettere il delitto e infangarne le prove. |                   |         |
| 777 | La Squadra dei Giovani Detective contro la Squadra dei Detective Argentati 「少年探偵団VS老人探偵団」 - Shōnen Tanteidan vāsasu Silver (Shirubā) Tanteidan | 9 maggio 2015     |         |
| 777 | I Giovani Detective incontrano un gruppo di investigatori anziani, la Squadra dei Detective Argentati, che hanno appena ritrovato una bici rubata. Successivamente viene commesso un omicidio e a scoprire il cadavere sono proprio i Detective Argentati, ma Conan è convinto che le testimonianze fornite dagli anziani siano discordanti e che nelle loro indagini per trovare il colpevole abbiano avuto troppa fortuna. |                   |         |
| 778 | Il miraggio dell'angelo scomparso 「天使が消えた蜃気楼」 - Tenshi ga kieta shinkirō | 16 maggio 2015    |         |
| 778 | Una donna chiede a Kogoro di rintracciare il marito pittore, attraverso la fotografia di un suo quadro. L'artista effettua rappresentazioni realistiche di ciò che vede nel luogo in cui si trova. Dalla luminosità delle onde del dipinto, Conan riesce ad individuare dove soggiorna l'uomo, ovvero una località di mare nella quale è possibile ammirare una particolare specie di calamari fluorescenti. Sfortunatamente, sulla spiaggia viene rinvenuto il cadavere del pittore, morto per affogamento. Nel quadro che si trova nella stanza della vittima sono state aggiunte due figure che sembrano un angelo e un'anima che ascende al cielo. Conan riesce però a dare la giusta interpretazione al dipinto e a risolvere il caso. |                   |         |